# Szavannabíbic
A szavannabíbic (Vanellus lugubris) a madarak osztályának lilealakúak (Charadriiformes) rendjébe, ezen belül a lilefélék (Charadriidae) családjába tartozó faj.

## Rendszerezése
A fajt René Primevère Lesson francia ornitológus írta le 1826-ban, a Charadrius nembe Charadrius lugubris néven. Sorolják a Hoplopterus nembe Hoplopterus lugubris néven is.

## Előfordulása
Angola, Burundi, a Dél-afrikai Köztársaság, Elefántcsontpart, Gabon, Gambia, Ghána, Guinea, Kamerun, Kenya, a Kongói Köztársaság, a Kongói Demokratikus Köztársaság, Libéria, Malawi, Mali, Mozambik, Nigéria, Ruanda, Szenegál, Sierra Leone, Szomália, Szváziföld, Tanzánia, Togo, Uganda, Zambia és Zimbabwe területén honos.
Természetes élőhelyei a szubtrópusi vagy trópusi füves puszták, szavannák és cserjések, édesvizű tavak, folyók és patakok környékén, valamint legelők és szántóföldek. Vonuló faj.

## Megjelenése
Testhossza 26 centiméter, testtömege 107–120 gramm.
|  |

## Életmódja
Főleg gerinctelenekkel táplálkozik, de magvakat is fogyaszt.

## Természetvédelmi helyzete
Az elterjedési területe rendkívül nagy, egyedszáma viszont ismeretlen. A Természetvédelmi Világszövetség Vörös listáján nem fenyegetett fajként szerepel.